# Píleo (micologia)
Em micologia, píleo é o nome técnico para o chapéu de um basidiocarpo ou de um ascocarpo (corpo frutífero) que suporta uma superfície portadora de esporos, o himénio. Este pode consistir de lamelas, ou "dentes", na face inferior do píleo. O píleo é caraterístico de agáricos, boletos, alguns poliporos, hidnoides e alguns ascomicetes.

## Classificação
Os píleos podem ter várias formas, e a forma pode mudar ao longo do ciclo de crescimento de um fungo. A forma mais familiar é hemisférica ou convexa. Frequentemente, os píleos convexos continuam a expandir-se à medida que maturam até ficarem planos.

Campanulado
Cónico
Convexo
Afundado
Plano
Infundibuliforme
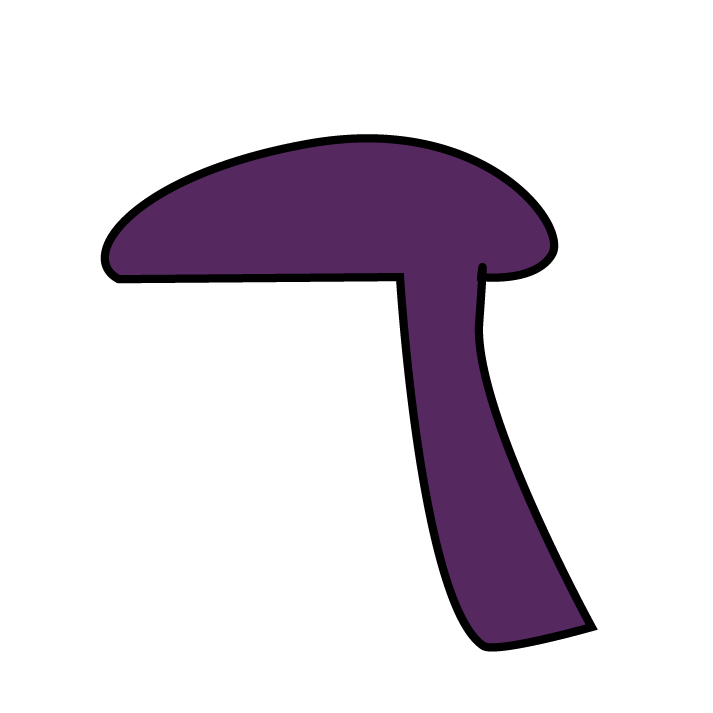
Excêntrico
Ovalado
Umbilicado
Umbonado